# Aeroportul Kalabo
Aeroportul Kalabo (IATA: KLB, ICAO: FLKL) este un aeroport din Provincia de Vest, Zambia ce deservește zona Kalabo. A fost numit după zona deservită.
Situat la o altitudine de 1.195 m, aeroportul dispune de o singură pistă.